# Список вулиць Києва (І)
Це список вулиць міста Києва, назви яких починаються на літеру І.
До списку входять усі урбаноніми Києва, що містяться в офіційному довіднику «Вулиці міста Києва», затвердженому 2015 року, а також у міській інформаційно-аналітичній системі забезпечення містобудівної діяльності (МІАС ЗМД) «Містобудівний кадастр Києва», довіднику «Вулиці Києва» 1995 року та атласі «Київ до кожного будинку». Назви вулиць, які відсутні в офіційному довіднику, подані курсивом. Проєктні вулиці, що мають код у кадастрі, але не мають назв, у списку не наведені.
У списку вулиці подані за алфавітом. Назви вулиць на честь людей відсортовані за прізвищем (якщо прізвище відсутнє — за іменем) і подаються у форматі Прізвище Ім'я і/або Посада. Якщо вулиця названа за цілісним псевдонімом, то сортування відбувається за першою літерою псевдоніма або імені, тобто Бориса Тена подано на літеру Б, Ганни Барвінок — на Г, Дзиґи Вертова — на Д, Івана Багряного — на І, Кузьми Скрябіна — на К, Лесі Українки — на Л, Марка Вовчка, Марка Черемшини, Миколи Хвильового і Мирослава Ірчана — на М, Олени Пчілки і Остапа Вишні — на О, Панаса Мирного — на П, Юрія Клена — на Ю, Якуба Коласа, Яна Райніса, Янки Купали і Януша Корчака — на Я. Вулиці, що мають, окрім назви, порядковий номер, відсортовані за власною назвою, наприклад 2-й Левадний провулок на літеру Л. Вулиця Радгосп «Совки» розміщена на літеру С, вулиця Міста Шалетт — на літеру Ш. Назви вулиць, що починаються на число (окрім вулиць, зазначених вище), записані словами і подані на відповідну літеру (Восьмого Березня, Першого Травня тощо).
Вулиці з назвами «Садова» (в тому числі «номерні») і лінії виділені в окремі списки.
Станом на 1 січня 2023 року в Києві 2833 урбаноніми, з них:
| - 2059 вулиць; - 533 провулки; - 77 ліній; - 59 площ і майданів; | - 32 проспекти; - 22 бульвари; - 15 узвозів; | - 12 проїздів; - 11 шосе; - 5 доріг; | - 3 алеї; - 3 набережних; - 2 тупики. |

Колір фону у списку залежить від типу урбаноніма.
Після списку існуючих вулиць наведено список зниклих вулиць (вулиць, які були ліквідовані або включені до інших вулиць протягом XX—XXI століть), а також список попередніх назв вулиць, починаючи з 1800 року. Назви перейменованих вулиць, що починаються на число (окрім вулиць, зазначених вище), записані словами і подані на відповідну літеру (Третього Інтернаціоналу, Дев'ятого Січня, Дванадцятого Грудня, Двадцять П'ятого Жовтня, Сорокаріччя Жовтня, П'ятдесятиріччя Жовтня, Шістдесятиріччя Жовтня тощо).

## Вулиці міста Києва
| Назва                      | Тип   | Колишні назви | Район          | Місцевість             | Рік затв.   | Код об'єкта |
| -------------------------- | ----- | --- | -------------- | ---------------------- | ----------- | ----------- |
| Івасюка Володимира         | пр-т  | Набережна (№ 2), Набережна Славутича, Героїв Сталінграда                                                                                    | Оболонський    | Оболонь                | 2022        | 10324       |
| Івана Багряного            | вул.  | | Дніпровський   | ДВРЗ                   | 2007        | 11976       |
| Івахненка Академіка        | вул.  | Нова 440-ва, Кривоносівська, Чаплигіна | Шевченківський | Сирець                 | 2022        | 11837       |
| Івахненка Академіка        | пров. | Нова 439-та вул., Завальна (2-га) вул., Чаплигіна                                                                                           | Шевченківський | Сирець                 | 2022        | 11838       |
| Івашкевича Ярослава        | вул.  | | Оболонський    | Пріорка                | 1984        | 10606       |
| Івченка Михайла            | пров. | Фадєєва | Святошинський  | Біличі                 | 2016        | 11753       |
| Ігорівська                 | вул.  | Михайлівський пров. | Подільський    | Поділ                  | 1869        | 10607       |
| Ідзиковських Сім'ї         | вул.  | Центральна, Мишина Михайла | Солом'янський  | Чоколівка              | 2016        | 11063       |
| Іжевський                  | пров. | | Дарницький     | Осокорки               | 1955        | 12673       |
| Іжкарська                  | вул.  | Лугова, Іжевська | Дарницький     | Осокорки               | 2022        | 10608       |
| Ізюмська                   | вул.  | Нова | Голосіївський  | Деміївка               | 1955        | 10609       |
| Ізяславський               | пров. | Ватутіна | Солом'янський  | Жуляни                 | 2015        | 12802       |
| Іллєнка Юрія               | вул.  | Житомирська, Дорогожицька, Велика Дорогожицька, Мельникова Ювенарія Дмитровича ім., Мельника, Мельникова Ювеналія, Дорогожицька, Мельникова | Шевченківський | Лук'янівка, Дорогожичі | 2018        | 11037       |
| Іллінська                  | вул.  | | Подільський    | Поділ                  | 1962        | 10610       |
| Інгігерди Княгині          | вул.  | Нова 611-та, Лобачевського | Дніпровський   | Стара Дарниця          | 2022        | 10942       |
| Інгульський                | пров. | Нова вул. | Голосіївський  | Добрий Шлях            | 1955        | 10612       |
| Індустріальний             | пров. | Андріївський 3-й | Солом'янський  | Караваєві дачі         | 1955        | 10613       |
| Інженерна                  | вул.  | | Голосіївський  | Нижня Теличка          | 1958        | 10614       |
| Інженерна                  | вул.  | | Дарницький     | Бортничі               |             | 12656       |
| Інженерний                 | пров. | | Дарницький     | Бортничі               |             | 10616       |
| Інженерний                 | пров. | | Печерський     | Печерськ               | поч. XX ст. | 10615       |
| Інститутська               | вул.  | Іванівський шлях, Бегічевська, Дівоча (неофіц.), 25 жовтня, Жовтневої революції                                                             | Печерський     | Липки                  | 1993        | 10617       |
| Інтернаціонального легіону | вул.  | Запорожця Петра | Деснянський    | Троєщина               | 2022        | 10566       |
| Іоанна Павла II            | вул.  | Новотверська, Лумумби Патріса | Печерський     | Саперне поле           | 2016        | 10959       |
| Іподромний                 | пров. | Еспланадний, Суворовський, Царика Григорія вул.                                                                                             | Печерський     | Печерськ               | 2023        | 11812       |
| Іпсилантіївський           | пров. | Ааронівський (Аролівський, Аронівський, Аропівський), Іпсилантіївський, Аїстова вул., Іпсилантієвський                                      | Печерський     | Печерськ               | 2018        | 10012       |
| Ірининська                 | вул.  | Іринінська, Жореса ім. | Шевченківський | Старий Київ            | 1944        | 10619       |
| Ірпінська                  | вул.  | Нова 45-та | Святошинський  | Академмістечко, Біличі | 1944        | 10620       |
| Ісаакяна                   | вул.  | Фабрична, Крейцберга, Фабрична | Шевченківський | Шулявка                | 1975        | 10623       |
| Ічкерська                  | вул.  | Нова 442-га, Видова, Грозненська | Шевченківський | Сирець                 | 2022        | 10392       |

## Зниклі вулиці
| Назва      | Тип   | Район          | Місцевість     | Рік зникнення | Примітка                                                                     |
| ---------- | ----- | -------------- | -------------- | ------------- | ---------------------------------------------------------------------------- |
| Іванівська | вул.  | Залізничний    | Чоколівка      | 1981          |                                                                              |
| Іорданська | вул.  | Подільський    | Поділ          | 1977          |                                                                              |
| Іподромна  | вул.  | Печерський     | Печерськ       | 1971          | існувала у проекті, територія планованої вулиці в 1960–70-ті роки забудована |
| Ірпінський | пров. | Ленінградський | Академмістечко | 1980-ті       |                                                                              |

## Перейменовані вулиці
| Стара назва            | Нова назва                 | Район                       | Дата перейменування | Сучасна назва                   |
| ---------------------- | -------------------------- | --------------------------- | ------------------- | ------------------------------- |
| Іванівська             | Тургенєвська               | Бульварна частина           | 1903                | Кониського                      |
| Іванівська (2-га)      | Латвійська                 | Кагановичський              | 1955                | ліквідовано                     |
| Іванівська (3-тя)      | Мусоргського               | Кагановичський              | 1955                | ліквідовано                     |
| Іванова Андрія         | Бутишев пров.              | Печерський                  | 2014                | Бутишів пров.                   |
| Іваново-Вознесенська   | Краківська                 | Дарницький                  | 1961                | Краківська                      |
| Івова вулиця           | Вербна                     | Оболонський                 | 2011                | Вербна                          |
| Ігарська               | Лукашевича Миколи          | Залізничний                 | 1962                | Огієнка Івана                   |
| Ігнатьєвська           | Січневого Повстання        |                             | 1924                | Липківського Василя Митрополита |
| Ігнатьєвська           | Урицького                  |                             | 1926                | Липківського Василя Митрополита |
| Ігнатьєвська           | Урицького                  | Залізничний                 | 1944                | Липківського Василя Митрополита |
| Іжевська               | Іжкарська                  | Дарницький                  | 2022                | Іжкарська                       |
| Ілліча                 | Пасхаліна Юрія             | Дарницький                  | 2016                | Пасхаліна Юрія                  |
| Індустріальна          | Гетьмана Вадима            | Солом'янський               | 2005                | Гетьмана Вадима                 |
| Індустріальна          | Гетьмана Вадима            | Солом'янський               | 2006                | Гетьмана Вадима                 |
| Інститутська           | 25 Жовтня                  |                             | 1919, 1920          | Інститутська                    |
| Інститутська           | 25 Жовтня                  | Героїв Небесної Сотні алея  | 1919, 1920          |                                 |
| Інститутська (част.)   | Героїв Небесної Сотні алея | Печерський                  | 2014                | Героїв Небесної Сотні алея      |
| Інтернаціональна пл.   | Марченка Валерія пл.       | Подільський, Шевченківський | 2017                | Марченка Валерія пл.            |
| Іподромний пров.       | Гайцана Миколи             | Печерський                  | 1964                | Хрестовий пров.                 |
| Іполітовська           | Смородинська               | Молотовський                | 1944                | Смородинська                    |
| Іполітовський зав.     | Смородинський зав.         | Молотовський                | 1938                | Смородинська                    |
| Іпсилантієвський пров. | Іпсилантіївський пров.     | Печерський                  | 2018                | Іпсилантіївський пров.          |
| Іпсилантіївський пров. | Аїстова                    | Кіровський                  | 1938, 1944          | Іпсилантіївський пров.          |
| Іринінська             | Жореса ім.                 | Ленінський                  | 1938                | Ірининська                      |
| Іртишська              | Тетерівська                | Голосіївський               | 2022                | Тетерівська                     |
| Іскрівська             | Дудаєва Джохара            | Солом'янський               | 2022                | Дудаєва Джохара                 |
|                        |                            |                             |                     |                                 |